# Фицсиммонс, Уильям
Уильям Фицсиммонс — автор-исполнитель собственных песен. Фицсиммонс стал известен благодаря песням «Passion Play» и «Please Don’t Go», которые звучали во время ключевых сцен сериала Анатомия страсти. Первые два альбома Until When We Are Ghosts (2005) and Goodnight (2006) , Фицсиммонс записал и спродюсировал самостоятельно в своем доме в Питтсбурге (Пенсильвания). The Sparrow And The Crow (2008) — его первая студийная запись, которая достигла #1 в iTunes Top Folk Albums chart, и #56 в iTunes Top Albums chart . В дополнение к вышесказанному, его музыка была также показана на таких каналах как ABC (Brothers & Sisters), MTV (Life of Ryan), The CW (One Tree Hill), ABC Family (Greek) и Lifetime (Army Wives) также о нём писали такие журналы как Billboard, Rolling Stone, Paste, Spin, Musikexpress , Uncut, Q Magazine, и Performing Songwriter Magazine.

## Биография
Уильям Фицсиммонс родился в семье двух слепых и вырос на окраине деревни Питсбурга, штата Пенсильвания. Обращая больше внимания на звуки, чем на то как выглядит окружающий мир, Фицсиммонс с детства был глубоко погружен в мир музыки благодаря несметному количеству инструментов, записям классики и фолка, говорящему попугаю и органу (этот инструмент его отец сделал собственными руками).
Уильям мультиинструменталист, обладает мягким, но мощным вокалом, который гармонично сочетается с гитарой и с любым другим инструментом, который соответствует его настроению в данный момент (например, мелодика, флейта, кларнет, фортепиано, электронные элементы и т. д.).
Фицсиммонс имеет степень магистра психологии и несколько лет работал оказывая помощь психически-нездоровым людям. Зачастую истории некоторых людей, близких друзей, а также те, что происходят в его семье, находят отражение в его песнях.
В декабре 2006 года вышел его второй альбом Goodnight, состоящий из тринадцати песен, полностью самостоятельного производства и собственного сочинения, написанный под впечатлением от развода родителей. В 2008 году, после собственного развода, он записал The Sparrow And The Crow.
В настоящее время Уильям живёт в Джексонвилле (Иллинойс).
8 февраля 2011 года вышел новый клип Фицсиммонса на песню The Tide Pulls From The Moon.

## Премии
- ITunes US Лучший Альбом среди авторов-исполнителей 2008: The Sparrow and the Crow
- ITunes Australia Лучший Альбом среди авторов-исполнителей 2009: The Sparrow and the Crow
- ITunes UK Best of 2009 Лучший Альбом среди авторов-исполнителей : Goodnight

## Дискография
здесь